# Громада (комикс)
«Грома́да» — серия детских приключенческих комиксов о юных близнецах Алине и Стасе, встречающих инопланетного робота Громаду, вместе с которым они начинают бороться со злом. Публикуется российским издательством Bubble Comics с июля 2020 года. Автором комикса, как и сценаристом всех выпусков серии, является Кирилл Кутузов. Иллюстрации для всех выпусков рисовала художница Карина Ахметвалиева, за цвет и покраску страниц отвечала Алиса Ведерникова.
Согласно сюжету «Громады», близнецы Алина и Стас, не ладящие между собой, вынуждены провести летние каникулы, играя друг с другом. Для этого отец покупает игрушки, в которые они смогут играть только вместе — два световых пистолета. К удивлению ребят, пистолеты оказываются не игрушками, а частью учебной голограммы инопланетного робота «Громада». Вместе с ним ребята начинают бороться со злодеями, желающими использовать инопланетные технологии в своих целях.
В целом, комикс был встречен положительно. Рецензенты обращали внимание на хороший сюжет, приятные глазу рисунки Карины Ахметвалиевой и качественную работу колористки Алисы Ведерниковой. Отдельно журналисты отмечали, что «Громада» будет интересна не только целевой детской аудитории, но и взрослым читателям, для которых собраны многочисленные аллюзии на реалии детства поколения 90-х.

## Сюжет
Сюжет комикса повествует о двух детях близнецах Алине и Стасе, которые проводят летние каникулы в неназванном «провинциальном городке» вместе с родителями. Алина и Стас плохо ладят и часто ссорятся друг с другом. Чтобы помирить своих детей, их отец Савва покупает им так называемые «карательные подарки»: два лазерных пистолета фирмы «Thunderado», с которыми близнецы смогут играть только вместе друг с другом. Другая игрушка той же фирмы, цветной конструктор, достаётся тихой девочке по имени Аня, живущей вместе со своим прикованным к инвалидной коляске дедушкой. Дома дети замечают странности в игрушках: лазерные пистолеты вместо того, чтобы стрелять, начинают выводить на маленькие экраны у прицела различные сообщения, призывающие к мирному урегулированию конфликта, а конструктор самостоятельно собирается в различные сооружения по своей собственной воле.
В целях выяснить причины необъяснимо аномального поведения игрушек, Алина, Стас и Аня следуют указаниям на них: найти другие компоненты некоего проекта «Громада». Достигнув указанного места, а именно местного парка, Алина и Стас встречают и знакомятся с Аней. Собравшиеся вместе игрушки начинают призывать голограмму робота, именующего себя «Громадой». Он оказывается дружелюбным инопланетным существом, решающим стать нашедшим его детям товарищем и научить их дружбе. Однако дети не единственные, кому стало известно о необычных свойствах игрушек «Thunderado»: за ними начинают охотиться и другие люди, среди которых мужчина под псевдонимом «Коллекционер», музыкант называющий себя «Звуковым Агрессором» и мальчик Рамиль, сверстник главных героев, который в итоге встаёт на сторону Громады и детей.

### Основные персонажи
- Алина и Стас — главные герои произведения, юные близнецы, часто вздорящие друг с другом. Алина уверенная в себе и дерзкая «бунтарка», Стас — более тихий, мягкий и послушный ребёнок, старающийся следовать правилам[1].
- Савва и Катя — отец и мать главных героев. Строгие, но любящие родители, старающиеся помирить детей в игровой форме[1]. Отставные милиционеры и сослуживцы майора Игоря Грома, впервые появившееся в мини-серии «Майор Гром: Как на войне»[4].
- Аня — девочка, учащаяся в параллельном с Алиной и Стасом классе. Окружающие считают Аню «странной» и часто высказывают ей это напрямую[1]. Живёт вместе со своим дедушкой, который на самом деле является старым андроидом «автоматоном»[5].
- Рамиль — ребёнок, также получивший в свои руки необычные игрушки. Изначально противостоял Алине, Стасу и Ане, однако вскоре сдружился с ними и вступил в их команду. Не выговаривает звук «р»[3].
- Громада — титульный герой комикса, инопланетный голографический робот, часть одноимённой учебной программы. Учит нашедших его Алину, Стаса, Аню и Рамиля сплочённости, взаимовыручке и дружбе[1].

## История создания
В отличие от большинства других проектов Bubble Comics, нацеленных на аудиторию 16+, «Громада», подобно комиксам «Зигги: Космический хомяк» и «Крутиксы», создавался с упором на младшую возрастную аудиторию. Сценаристом проекта стал Кирилл Кутузов, первой сценарной работой которого стала серия «Доктор Люцид». Устроившись на работу в издательство Bubble, он начал с создания сюжета «Майор Гром: Как на войне» для серии «Легенды Bubble», который повествовал о становлении питерского полицейского Игоря Грома. Ответственной за рисунок стала художница Карина Ахметвалиева, до этого работавшая над такими сериями как «Экслибриум: Жизнь вторая» и «Игорь Гром» в качестве колористки. Колористкой же «Громады» стала художница Алиса Ведерникова.
По словам Кирилла Кутузова, первоначальную концепцию комикса он разрабатывал совместно со своим старым другом и коллегой сценаристом Алексеем Волковым, известным по комиксам «Вор теней» и «Мир». Синопсис «Громады» был написан ещё до устройства Кутузова в Bubble Comics. При его написании он вдохновлялся американским мультсериалом «Команда спасателей Капитана Планеты». Согласно концепции, на Землю падает НЛО и облучает случайно оказавшихся рядом детей, которые получают возможность, собравшись вместе, призывать могучего супергероя. Один из этих детей скромен и не пользуется популярностью в школе, а соратники по команде его не уважают и издеваются над ним. Изначально Кутузов не планировал развивать эту идею, однако позже, уже во время работы в Bubble, он пересмотрел своё решение, переписал синопсис, придав истории более «добрый» и «позитивный» тон. Конечный результат он сравнивал с сериалом «Очень странные дела» и серией фильмов Роберта Родригеса «Дети шпионов». Кутузов снабдил комикс множеством отсылок на поп-культуру 90-х и начала нулевых, среди примеров которых наборы конструкторов Lego серии Bionicle и альбом хеви-метал-группы Judas Priest Painkiller, а также сделал родителями главных героев двух милицейских из своего комикса «Майор Гром: Как на войне».

### Издание
Первые намёки на «Громаду» прозвучали в преддверии российского фестиваля поп-культуры Bubble Fest, в интервью главного редактора Bubble Comics Романа Коткова интернет-порталу ComicsBoom! в феврале 2020 года. Сам фестиваль впоследствии был отменён из-за коронавирусной пандемии — вместо него Bubble провело две онлайн-презентации. Первая прошла 26 апреля 2020 года, на ней были анонсированы такие серии, как «Чумной Доктор», «Мир» и «Редактор». «Громада» была официально анонсирована на второй прямой трансляции, прошедшей 1 июля 2020 года, вместе с новым выпуском комикса «Анна», выходящего в рамках конкурса «Новые герои Bubble», и российской мангой «Избранница Луны» авторства сценариста Гильберта Бриссена и художницы Натальи Ререкиной.
Выход печатного варианта первого пилотного номера состоялся одновременно с анонсом серии. Почти спустя год, в августе 2021, выходит второй номер «Громады». Также в августе 2021 года вышел первый том комикса. Помимо самих комиксов в издание были включены дополнительные материалы: скетчи и зарисовки персонажей, локаций, эскизы обложек и их неиспользованные варианты. Также в 2021 году Bubble провела лекцию «Польза комиксов во взаимоотношениях родителя и ребенка» с презентацией «Громады» на 34-й Московской международной книжной ярмарке.

## Восприятие
Рецензент Павел Мезенцев представляющий профильный сайт о комиксах GeekCity назвал «Громаду» одним из самых интересных и интригующих новых комиксов издательства Bubble. Обозреватель обратил внимание, что второй номер вышел спустя год после выхода первого пилотного выпуска, и что ощущения он вызывает ровно те же, что и первый выпуск, а то насколько он придётся по душе читателю зависит от его вкусов: «В зависимости от вашего отношения к 1 номеру — это либо замечательно, либо просто ужасно». Сдержанно обозреватель воспринял добавление нового персонажа в состав главных героев, посчитав что для этого ещё слишком рано. Подытоживая рецензию, Мезенцев заявляет, что «Громада» — это «Очень милая, загадочная и местами сюрреалистичная история для всех возрастов».
Олег Ершов представляющий интернет-портал ComicsBoom! в своей рецензии на новые проекты Bubble Comics заявил, что ему было трудно оценивать «Громаду» из-за того, что на комикс можно посмотреть как с точки зрения ребёнка, так и взрослого. Тот факт, что новый «детский» проект Bubble, рассчитанный на аудиторию 6+, также ориентирован на взрослых, чьё детство выпало на 90-е, Ершов связал с отсутствием коммерческого успеха у серий «Зигги: Космический хомяк» и «Крутиксы». В «Громаде» собраны «яркие атрибуты детства 90-х», среди которых: игрушки робозверей компании «Технолог», лазертаг и гибкий и разноцветный светящийся конструктор. Также Ершов отметил, что создатели комикса явно вдохновлялись советскими и постсоветскими детскими книгами таких авторов, как Булычёв, Виткович, Ягдфельд и Остер, а также серией «Чёрный котёнок». Все эти элементы, по мнению Ершова, отлично работают для взрослых читателей. Детскую аудиторию, как считает Ершов, могут привлечь понятный и интригующий сюжет, а также главные герои Алина и Стас. Помимо сценария положительной оценки удостоилась работы художницы Карины Ахметвалиевой и колористки Алисы Ведерниковой.

### Коллекционные издания
- Громада. — Bubble Comics, Август 2021. — Т. 1 (№ 1—4) и доп. материалы. — 172 с. — (Громада). — ISBN 978-5-6044313-8-2.